# 館シリーズ
館シリーズ（やかたシリーズ）は、綾辻行人による長編推理小説のシリーズ。

## 概要
寺の三男坊（後に推理作家）の素人探偵・島田潔が、今は亡き建築家・中村青司が建築に関わった建物に魅せられ、その奇怪な館に訪ねていく。すると、そこでは決まって凄惨な殺人事件が起こり、島田はその事件を解決すべく奔走し、犯人のトリックを暴いていく。
「秘密の抜け道」「隠し部屋」という本格ミステリの禁じ手をあえて用いるなど、単なる謎解きだけではない、幻想怪奇趣味満載の、綾辻行人特有の世界観、そして叙述トリックを駆使したストーリーによる終盤での大胆などんでん返しが特徴である。特に、第1作『十角館の殺人』は新本格ムーブメントの嚆矢となった、日本ミステリ史上の傑作の一つとされる。第5作『時計館の殺人』は、第45回日本推理作家協会賞を受賞した。
綾辻本人は、エラリー・クイーンの『国名シリーズ』のひそみに倣って、本シリーズは10作で完結するとしている。現在、第10作となる『双子館の殺人』を、メフィストリーダーズクラブの会員限定小説誌『メフィスト』で連載中。
2019年1月時点でシリーズ累計500万部を突破している。

## 作品リスト
（）内は解説者。
- 十角館の殺人
  - 講談社ノベルス：1987年9月、ISBN 4-06-181320-X
  - 講談社文庫：1991年9月、ISBN 4-06-184979-4（鮎川哲也）
  - 講談社文庫（新装改訂版）：2007年10月、ISBN 978-4-06-275857-4（鮎川哲也、戸川安宣）
  - YA!ENTERTAINMENT：2008年9月、ISBN 978-4-06-269400-1（はやみねかおる）
- 水車館の殺人
  - 講談社ノベルス：1988年2月、ISBN 4-06-181345-5
  - 講談社文庫：1992年3月、ISBN 4-06-185099-7（有栖川有栖）
  - 講談社文庫（新装改訂版）：2008年4月、ISBN 978-4-06-276032-4（有栖川有栖）
  - YA!ENTERTAINMENT：2010年2月、ISBN 978-4-06-269428-5
- 迷路館の殺人
  - 講談社ノベルス：1988年9月、ISBN 4-06-181381-1
  - 講談社文庫：1992年9月、ISBN 4-06-185226-4（相澤啓三）
  - 講談社文庫（新装改訂版）：2009年11月、ISBN 978-4-06-276397-4（相澤啓三、前川淳）
- 人形館の殺人
  - 講談社ノベルス：1989年4月、ISBN 4-06-181420-6
  - 講談社文庫：1993年5月、ISBN 4-06-185388-0（太田忠司）
  - 講談社文庫（新装改訂版）：2010年8月、ISBN 978-4-06-276716-3（太田忠司、戸田山雅司）
- 時計館の殺人
  - 講談社ノベルス：1991年9月、ISBN 4-06-181550-4
  - 講談社文庫：1995年6月、ISBN 4-06-185706-1（皆川博子）
  - 双葉文庫：2006年6月、ISBN 4-575-65867-7（日本推理作家協会賞受賞作全集68）
  - 講談社文庫（新装改訂版）：2012年6月、上巻 ISBN 978-4-06-277294-5、下巻 ISBN 978-4-06-277295-2（皆川博子、米澤穂信）
- 黒猫館の殺人
  - 講談社ノベルス：1992年4月、ISBN 4-06-181615-2
  - 講談社文庫：1996年6月、ISBN 4-06-263278-0（法月綸太郎）
  - 講談社文庫（新装改訂版）：2014年1月、ISBN 978-4-06-277743-8
- 暗黒館の殺人
  - 講談社ノベルス：2004年9月、[上] ISBN 4-06-182388-4 / [下] ISBN 4-06-182389-2 / 限定愛蔵版（連載中の挿画付） ISBN 4-06-182390-6
  - 講談社文庫：2007年10月、[1] ISBN 978-4-06-275855-0 / [2] ISBN 978-4-06-275856-7、2007年11月、[3] ISBN 978-4-06-275880-2 / [4] ISBN 978-4-06-275881-9（佳多山大地）
- びっくり館の殺人
  - ミステリーランド：2006年3月、ISBN 4-06-270579-6
  - 講談社ノベルス：2008年11月、ISBN 978-4-06-182623-6
  - 講談社文庫：2010年8月、ISBN 978-4-06-276717-0（円堂都司昭）
- 奇面館の殺人
  - 講談社ノベルス：2012年1月、ISBN 978-4-06-182738-7
  - 講談社文庫：2015年4月、上巻 ISBN 978-4-06-293083-3、下巻 ISBN 978-4-06-293084-0（佐々木敦）
- 双子館の殺人
  - 『メフィスト 2023 SUMMER VOL.8』2023年7月 - 連載中

## 登場人物
島田 潔（しまだ きよし）
大分県のとある寺の三男。仏教系の大学を卒業後は定職につかず実家の手伝いをしながら30代後半まで各地を放浪していたが、現在は東京都世田谷区在住。浅黒い顔に落ち窪んだ目、鷲鼻をもつ。言葉遣いは丁寧で人懐っこい性格であり、子供のようなロマンチストな一面を持つ。
長兄・勉は犯罪心理学者、次兄・修は大分県警警部で、両方とも実家を継ぐ意思が無いことから彼が後継ぎの模様だが、住職である父親がいまだ壮健でありまだまだ先のことと語る。中村青司の弟である紅次郎は、大学生時代の先輩に当たる。中村青司の建築物に惹かれている。
肺を悪くして以来、煙草は1日1本だけと決めており、一本だけ煙草を入れられる印籠型のシガレットケースを愛用している。趣味は折り紙で、「首が3つある折鶴」「七本指の悪魔」などかなりハイレベルな作品を作ることができる。
名前の由来は島田荘司と御手洗潔を合わせたもの。「時計館の殺人」以降は、ペンネームの「鹿谷門実」の名前で彼を登場させている（鹿谷門実の名前は、島田潔のローマ字表記のアナグラムである） 。
江南 孝明（かわみなみ たかあき）
大手出版社「稀譚社」（講談社のパロディ）勤務。島田からは「コナン」と呼ばれている。大学生時代「十角館の殺人」事件で島田と知り合い、その後再会。それ以後行動を共にすることがある。「時計館」では凄惨な連続殺人に巻き込まれてしまう。文芸編集部配属後は、鹿谷の担当編集者となっている。
漫画版
「十角館の殺人」漫画版では性別が女性に変更され、名前も「江南あきら」と改名されている。かつてはミス研に在籍していたが、中村千織の事故を切っ掛けに現在は退会しており、十角館の合宿にも参加していない。怪文書が届けられたことから紅次郎宅に訪問して、そこで島田と知り合う。熱しやすく冷めやすい性格で、部屋の掃除ができないタイプ。ホームズ柄の衣服を身につけているシャーロキアンであるが、在籍当時のあだ名の「ドイル」及び島田から「コナン」と呼ばれるのは照れ臭がっている。
中村青司（なかむら せいじ）
建築家。奇妙な建造物をいくつも設計している。故人。

## その他
- 1998年6月4日に発売されたPlayStation用ゲームソフト『YAKATA NIGHTMARE PROJECT』[注釈 1]は、舞台および人物設定の一部にシリーズの第1作から第5作までの内容をモチーフに使用しており、綾辻本人も監修に関わっている。
- 綾辻原作・佐々木倫子作画の漫画『月館の殺人』は一見館シリーズに思えるが、この「月館」は館の名前ではなく、地名及び人名の「つきだて」である。ただし「鉄道館」と称される館は登場する。また、抽選で配布されたクリスマスカードにはこの館の設計に中村青司が関与していた可能性を疑う綾辻の文章が記されていた。
- 綾辻の代表作『霧越邸殺人事件』は館シリーズでないものの、冒頭に「もう一人の中村青司氏に捧ぐ」との一文がある。また、本作に登場する劇団「暗色天幕」には『迷路館の殺人』の登場人物・清村淳一がかつて在籍していた。
- はやみねかおるは『消える総生島』において登場する館・霧越館（霧越邸のもじり）の設計を当初中村青司に依頼していた、と登場人物に語らせている。後に『機巧館のかぞえ唄』でも「中村という有名な建築家」の名前があり、何か仕掛けがあるように含ませていた。
- 米澤穂信『愚者のエンドロール』（〈古典部〉シリーズ）では登場する劇場の設計者が「中村青…」という趣向がある。ただし中村青司当人である可能性は作者本人が明確に否定している。
- 2012年の鮎川哲也賞受賞作『体育館の殺人』より始まる青崎有吾の裏染天馬シリーズの長編題名はこのシリーズのパロディである。続けて水族館、図書館とドライな「館」を長編題名に取り上げている。
- 綾辻作詞、谷山浩子作曲による「時計館の殺人」という楽曲が存在する。